# Polyalthia australis
Polyalthia australis là loài thực vật có hoa thuộc họ Na. Loài này được (Benth.) Jessup miêu tả khoa học đầu tiên năm 1986.